# Parroquia de Lüganuse
La parroquia de Lüganuse (estonio: Lüganuse vald) es un municipio estonio perteneciente al condado de Ida-Viru.
El municipio fue creado en 1993 como uno de los municipios iniciales del país, aunque originalmente su extensión era mucho más pequeña que en la actualidad, ya que solamente abarcaba una pequeña zona costera al norte de Püssi. En 2013 se amplió su territorio al incorporar al hasta entonces municipio urbano de Püssi y a la parroquia de Maidla. En la reforma de 2017 incorporó el hasta entonces municipio urbano de Kiviõli y la parroquia de Sonda. La capital municipal es el pueblo de Lüganuse, aunque dos tercios de la población municipal viven en la ciudad de Kiviõli.
En 2017 tiene 9155 habitantes, en una extensión de 599 km², con una densidad de población de 15 hab./km².
Se ubica en la esquina noroccidental del condado. El norte del término municipal se halla en la costa del golfo de Finlandia y por esta zona costera pasa la carretera E20 que une Tallin con San Petersburgo.

## Localidades
Contiene 2 ciudades, 3 pueblos y 48 aldeas.

### Ciudades
- Kiviõli 5634
- Püssi 1083

### Pueblos
- Erra 130
- Lüganuse (la capital) 439
- Sonda 425

### Aldeas
- Aa 289
- Aidu 0
- Aidu-Liiva 6
- Aidu-Nõmme 4
- Aidu-Sooküla 16
- Aruküla 4
- Arupäälse 5
- Aruvälja 22
- Erra-Liiva 60
- Hirmuse 17
- Ilmaste 7
- Irvala 26
- Jabara 29
- Koljala 41
- Koolma 0
- Kopli 13
- Kulja16
- Liimala 57
- Lipu 0
- Lohkuse 5
- Lümatu 4
- Maidla 111
- Matka 25
- Mehide 15
- Moldova 30
- Mustmätta 26
- Nüri 28
- Oandu 18
- Ojamaa 8
- Piilse 19
- Purtse 264
- Rääsa 30
- Rebu 14
- Salaküla 19
- Satsu 12
- Savala 175
- Sirtsi 14
- Soonurme 83
- Tarumaa 2
- Uniküla 85
- Vainu 15
- Vana-Sonda 15
- Varinurme 51
- Varja 109
- Veneoja 12
- Virunurme 3
- Voorepera 51